# Jerzy Nowak
Jerzy Nowak (Brzesko, Polonia, 20 de junio de 1923 - Varsovia, Polonia, 26 de marzo de 2013) fue un actor y profesor de películas y teatro polaco.

## Biografía
Durante la Segunda Guerra Mundial, Novak peleó junto con los partisanos polacos. En 1948 se graduó en la Academia Ludwik Solski de Artes Dramáticas de Cracovia.
A partir de 1994 Nowak ante todo y continuamente desempeñó el papel de Singer Hirsch, que es un personaje histórico en el legado del teatro polaco.